# 임계초등학교 문래분교
임계초등학교 문래분교는 대한민국 강원특별자치도 정선군 임계면 문래리 423-1에 있었던 공립 초등학교이다.

## 연혁
- 1939년 10월 15일 문래공립심상소학교 개교(설립인가 7월 10일)
- 1941년 4월 1일 문래공립국민학교 개칭
- 1984년 3월 1일 병설유치원 개원
- 1996년 3월 1일 문래초등학교 교명 변경
- 1999년 2월 18일 56회 졸업식(총 1915명)
- 1999년 3월 1일 임계초등학교 문래분교장 개편
- 2009년 3월 1일 본교로 통폐합